# 埃舍斯豪森
埃舍斯豪森（德語：Eschershausen）是德国下萨克森州霍尔茨明登县的城市，面积23.92平方千米，2023年12月31日人口为3,568人。